# Lysevattnet (Hjärtums socken, Bohuslän, 645097-127706)
Lysevattnet är en sjö i Lilla Edets kommun i Bohuslän och ingår i Göta älvs huvudavrinningsområde.